# SFC Sportsground
SFC Sportsground – wieloużytkowy stadion w Swakopmund w Namibii. Mieści 3000 osób. Używany jest głównie do meczów piłki nożnej.